# صلوه، سوریه
صلوه (به عربی: صلوة) یک روستا در سوریه است که در ناحیه الدانا واقع شده‌است. صلوه ۳٬۲۴۴ نفر جمعیت دارد.